# Selena Steele
Selena Steele (Los Ángeles, California; 17 de enero de 1961) es una actriz pornográfica y bailarina de estriptis estadounidense.

## Premios
AVN Awards
- 1992 – Best Supporting Actress, Video – Sirens[2]
- 2007 – Hall of Fame[3]

XRCO Awards
- 2003 – Hall of Fame[4]

Legend's of Erotica
- 2004 – Hall of Fame

F.O.X.E. Awards
- 1991 – Vixen